# Eilema degenerella
Eilema degenerella är en fjärilsart som beskrevs av Walker. Eilema degenerella ingår i släktet Eilema och familjen björnspinnare. Inga underarter finns listade i Catalogue of Life.